# Miguel Kertsman
Miguel Kertsman (Recife, 26 de março de 1965) é um compositor, instrumentista, maestro, arranjador e produtor musical brasileiro radicado nos Estados Unidos.

## Biografia
Miguel Kertsman nasceu na cidade do Recife, capital do estado brasileiro de Pernambuco, em 26 de março de 1965. Graduou-se pela Berklee College of Music em 1986 com honras, continuando posteriormente seus estudos no Conservatório de Boston e na Juilliard School de Nova Iorque.